# Llerasia assuensis
Espèce
Statut de conservation UICN

 NT (needs updating) : Quasi menacé
Llerasia assuensis est une espèce de plante à fleurs de la famille des Astéracées endémique d'Équateur.